# Henri Auguste Barbier
Henri Auguste Barbier, född 29 april 1805 och död 13 februari 1882, var en fransk poet.
Barbier vann strax efter julirevolutionen stor popularitet med sina Jambes (1831), där han häcklade samtidens politiker. Han senare alster väckte mindre uppmärksamhet, han invaldes 1869 i Franska akademin i konkurrens med Théophile Gautier. Hans dikt L'Idole mot Napoleonkulten har blivit berömd.